# Altshausen
Altshausen – gmina w Niemczech, w kraju związkowym Badenia-Wirtembergia, w rejencji Tybinga, w regionie Bodensee-Oberschwaben, w powiecie Ravensburg, siedziba związku gmin Gemeindeverwaltungsverband Altshausen.

## Współpraca
- Bicske, Węgry
- Sausset-les-Pins, Francja